# Gabès Sud

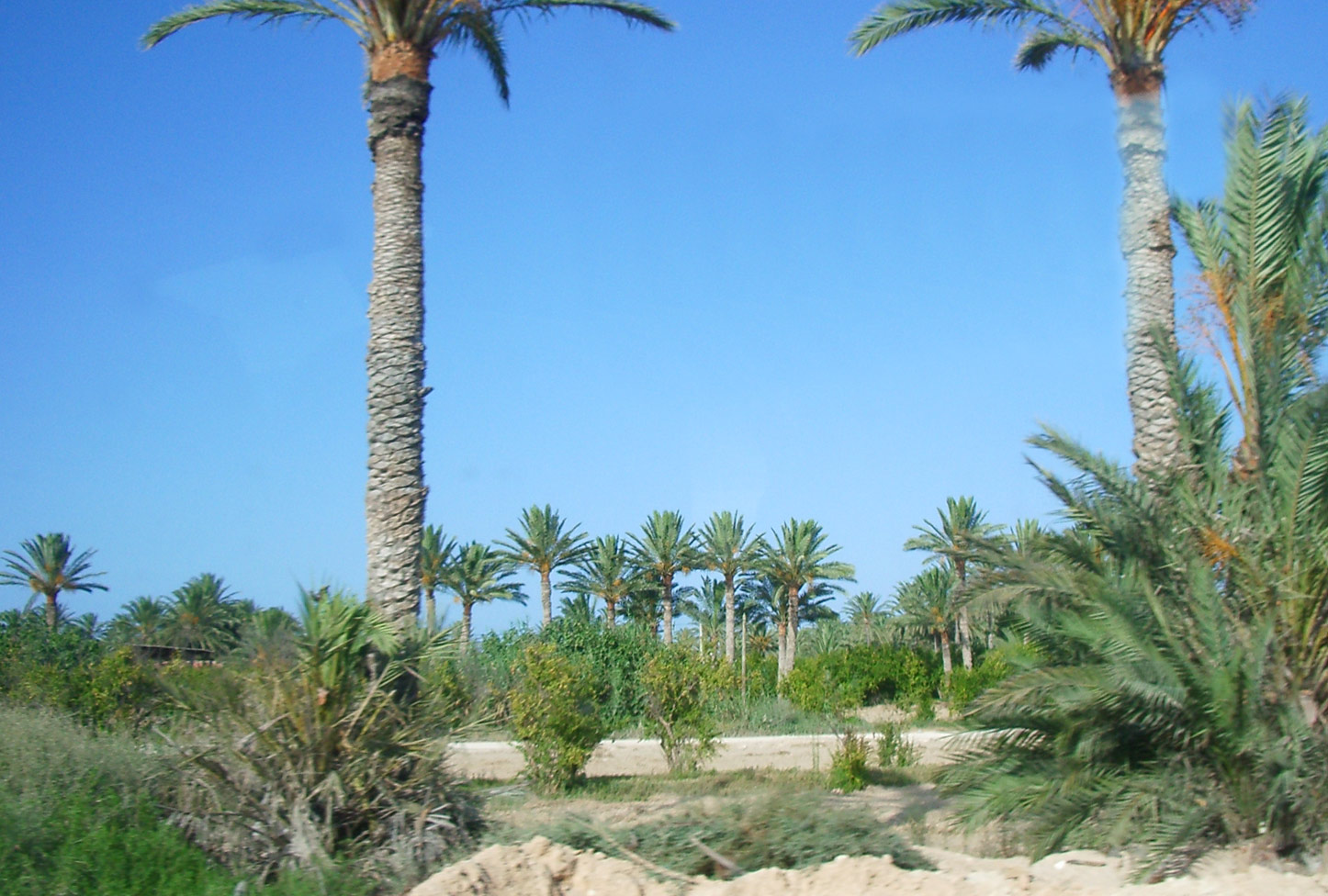
Palmerar de Gabès

La delegació o mutamadiyya de Gabès Sud (àrab: معتمدية قابس الجنوبية, muʿtamadiyyat Qābis al-Janūbiyya) és una delegació de la governació de Gabès a Tunísia, formada per la part sud de la ciutat de Gabès i els nuclis propers. És en aquesta delegació que es troba el palmerar de Gabès, que no produeix dàtils de qualitat per la proximitat a la mar Mediterrània. La delegació té una població de 55.420 habitants segons el cens del 2004.

## Administració
La delegació o mutamadiyya, amb codi geogràfic 51 53 (ISO 3166-2:TN-12), està dividida en set sectors o imades:
- Teboulbou (51 53 51)
- Sidi Boulbaba (51 53 52)
- Zrig Eddakhlania (51 53 53)
- Secteur 5 (51 53 54)
- El Medou (51 53 55)
- Limaoua (51 53 56)
- El Amazir (51 53 57)

Al mateix temps, forma part de la municipalitat o baladiyya de Gabès (codi geogràfic 51 11). El 26 de maig de 2016, pel Decret governamental núm. 2016-600, se'n va escindir Teboulbou, que va formar la seva pròpia municipalitat, amb codi 51 23, que s'estén pels sectors de Teboulbou, El Medou, Limaoua i El Amazir.

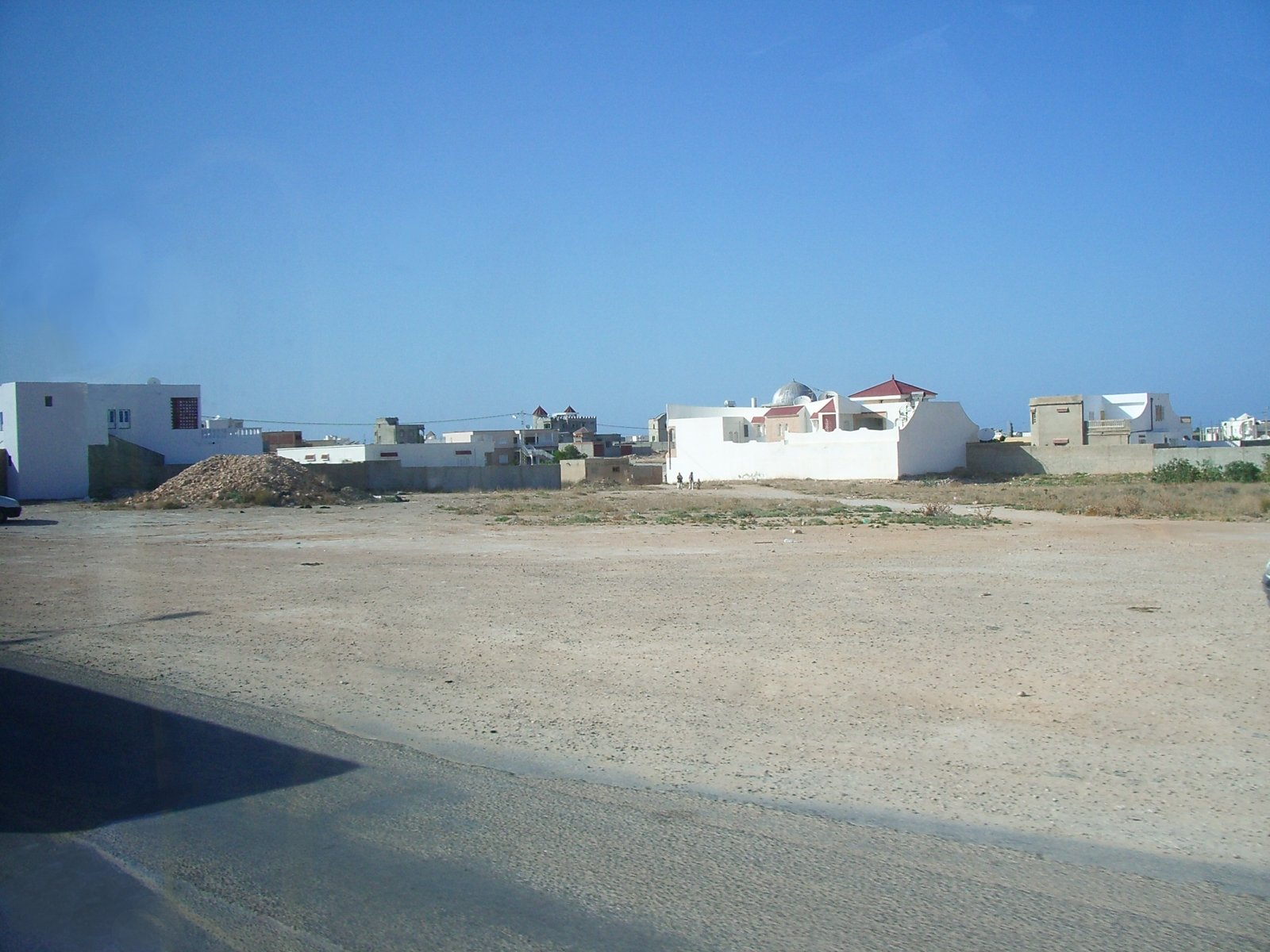
Sud de Gabès